# Република Босна и Херцеговина
Република Босна и Херцеговина (скраћено РБиХ) је бивши назив крње Босне и Херцеговине за вријеме рата у Босни и Херцеговини. Све до 9. априла 1992. године за ову државу се званично користио стари назив Социјалистичка Република Босна и Херцеговина.
Иако међународно призната у границама југословенске републике СР БиХ, она је дефакто постојала само на простору који је био под контролом Армије РБиХ. Од тог простора и територије Хрватске Републике Херцег-Босне Вашингтонским споразумом 1994. године је договорено формирање Федерације БиХ. Дејтонским споразумом Федерација БиХ постала је један од два ентитета Босне и Херцеговине.
Република Босна и Херцеговина је правни претходник данашње Босне и Херцеговине.

## Историја
- 15. октобар 1991 — На сједници Скупштине СР БиХ, прегласавањем српских посланика, усвојени су Платформа Предсједништва СР БиХ, Меморандум СДА о суверености СР БиХ и Писмо о намјерама, чиме је објављена независност СР БиХ.
- 24. октобар 1991 — Српски посланици у Скупштини СР БиХ у Сарајеву конституисали су Скупштину српског народа у БиХ.
- 18. новембар 1991 — У Грудама је основана Хрватска заједница Херцег-Босна.
- 21. новембар 1991 — Скупштина српског народа БиХ донијела је Одлуку о верификацији дотад проглашених српских аутономних области (САО) у СР БиХ: Аутономна регија Крајина, САО Херцеговина, САО романијско-бирчанска, САО Семберија и САО Сјеверна Босна.
- 9. јануар 1992 — Скупштина српског народа у БиХ прогласила аутономну Републику српског народа Босне и Херцеговине.
- 29. фебруар — 1. март 1992 — На референдуму, који је бојкотован од стране Срба, око 63% уписаних у бирачке спискове је подржало независност СР Босне и Херцеговине.
- 6. април 1992 — Европска заједница признала независност Социјалистичке Републике БиХ.
- 7. април 1992 — Скупштина Српске Републике БиХ прогласила је у Бањој Луци независност Српске Републике Босне и Херцеговине.
- 8. април 1992 — Крње Предсједништво СР БиХ у Сарајеву прогласило је измјену назива Социјалистичке Републике Босне и Херцеговине у Република БиХ .
- 22. мај 1992 — Република Босна и Херцеговина примљена у чланство Уједињених нација.
- 24. фебруар 1993 — Предсједништво Републике Босне и Херцеговине доноси одлуку о тексту Устава РБиХ.
  - 14. март 1993 — Устава РБиХ постаје правоснажан објавом у Службеном листу.
- 27. август 1993 — Током сједнице Предсједништва Републике БиХ, Хрват Миле Акмаџић је смијењен са дужности премијера и на његово мјесто постављен Харис Силајџић.
- 28. август 1993 — У Грудама службено проглашена Хрватска Република Херцег-Босна, држава хрватског народа у Босни и Херцеговини.
- 27. септембар 1993 — У Великој Кладуши проглашена Аутономна Покрајина Западна Босна, а Фикрет Абдић је постављен за предсједника.
- 31. март 1994 — Проглашено формирање Федерације БиХ, чиме су прекинути сукоби између Хрвата и Бошњака.
- Мај 1994 — Крешимир Зубак изабран за првог предсједника Федерације БиХ, Ејуп Ганић за потпредсједника, а Харис Силајџић за премијера. Сљедећег мјесеца је изабрана и влада.
- Март 1995 — Објављен војни савез између Хрватске војске, Армије РБиХ и ХВО-а, а војне акције против српских снага интензивиране.
- Април 1995 — На састанку у Бону, хрватски и бошњачки лидери договорили да уједине полицију, локалну управу и, временом, војне снаге.
- 21. новембар 1995 — Лидери РБиХ, Хрватске и СР Југославије прихватили Дејтонски мировни споразум.
- 14. децембар 1995 — Дејтонски мировни споразум формално потписан у Паризу, чиме је ступио на снагу нови Устав којим је формирана Босна и Херцеговина, а укинута Република БиХ.